# 국도 제485호선 (일본)
국도 제485호선(国道485号)은 시마네현 오키군 오키노시마정에서 출발하여 중간에 니시노시마정을 거쳐 바다를 건너 육지부의 마쓰에시까지 이어주는 일반 국도 노선이다. 그러나 이 국도는 독도 영유권 주장과 관계가 있는 국도 노선이기도 하다. 또한 이 도로의 실제 연장 구간은 51.4km, 현도는 45.8km, 해상 구간 역시 97.6km로 각각 구성되어 있다.

## 주요 경유지
이 도로는 시마네현을 종단하는 국도 노선이기도 하며 구간은 다음과 같다.
- 오키군 오키노시마정 - (해상 구간) - 오키군 니시노시마정 - (해상 구간) - 마쓰에시

## 주요 교차 도로
- 산인 자동차도
- 국도 제9호선
- 국도 제431호선

## 같이 보기
- 오키 기센
- 해상 국도